# Stenar (biskop i Skara)
Stenar var biskop i Skara troligen åren 1228–1238. Två andra omnämnda biskopar med namnet Stenar har också funnits i Växjö och Linköpings stift i slutet av 1100-talet, men det kan vara samma person i de två stiften.